# La Boucle d'Orion
Pour plus de détails, voir Fiche technique et Distribution.
La Boucle d'Orion (Петля Ориона) est un film de science-fiction soviétique réalisé par Vassili Levine et sorti en 1981.
Le cosmonaute Alexeï Leonov a co-écrit le scénario du film avec Valentin Selivanov.

## Fiche technique
- Titre français : La Boucle d'Orion[2]
- Titre original russe : Петля Ориона, Petlya Oriona
- Réalisateur : Vassili Levine
- Scénario : Alexeï Leonov, Valentin Selivanov
- Photographie : Vadim Avlochenko (ru), Edouard Goubski, Iouri Lemechev
- Musique : Alexandre Zatsepine
- Société de production : Studio d'Odessa
- Pays de production :  Union soviétique
- Langue de tournage : russe
- Format : Couleur
- Durée : 80 minutes
- Genre : Film de science-fiction
- Dates de sortie :
  - Union soviétique : avril 1981

## Distribution
- Leonid Bakchtaev (ru) : Pavel Belov, le commandant
- Guennadi Chkouratov (be) : August Goris, le navigateur
- Anatoli Matechko (ru) : Mitia Tamarkine, l'ingénieur
- Vitali Dorochenko (ru) : Alexandre Saganski, le cybernéticien
- Loudmila Smorodina (ru) : Maria Dementieva, la doctoresse
- Anatoli Azo : Nikolaï Krechet